# Paige Peterson
Paige Ellen Peterson (Lawrence, Kansas, 2 de maio de 1980) é uma atriz estadunidense, mais conhecida por sua participação em uma série de televisão da NBC, Hang Time.

## Biografia
Desde cedo, Peterson desenvolveu talento para o mundo do entretenimento, se apresentando em competições de dança e pequenas peças de teatro em sua cidade. Ainda adolescente, Paige convenceu sua mãe a deixá-la sair do Kansas para tentar uma carreira em Hollywood. Depois de intensas aulas de interpretação, a nova atriz profissional contratou um agente e começou, de fato, sua carreira. Atualmente, Peterson vive em San Fernando, mas faz várias viagens por ano para casa, com o objetivo de visitar sua família, que inclui os irmãos Ryan e Jared.

## Filmografia

### Televisão
- 2007 Two and a Half Men como Hooker
- 2007 Saul of the Mole Men como Jen E. James
- 2006 Half & Half como Dalis Temple
- 2004 The Young and the Restless como Mindy
- 2001 Maybe It's Me como Doreen
- 2000 Undressed como Wendy
- 1998 The Journey of Allen Strange como Sarah
- 1997 Meego como Heather Thompson
- 1997 Hang Time como Amy Wright
- 1996 Saved by the Bell: The New Class como Amy
- 1996 Step by Step como Stephanie Leifer

### Cinema
- 2006 Late Night Girls como Lisa
- 2006 Cutting Room como Vanessa
- 2005 House of the Dead 2 como Tracy Leibowitz
- 2002 The Hot Chick como Jessica
- 2002 Time Changer como Cindy